# Styckjunkargatan

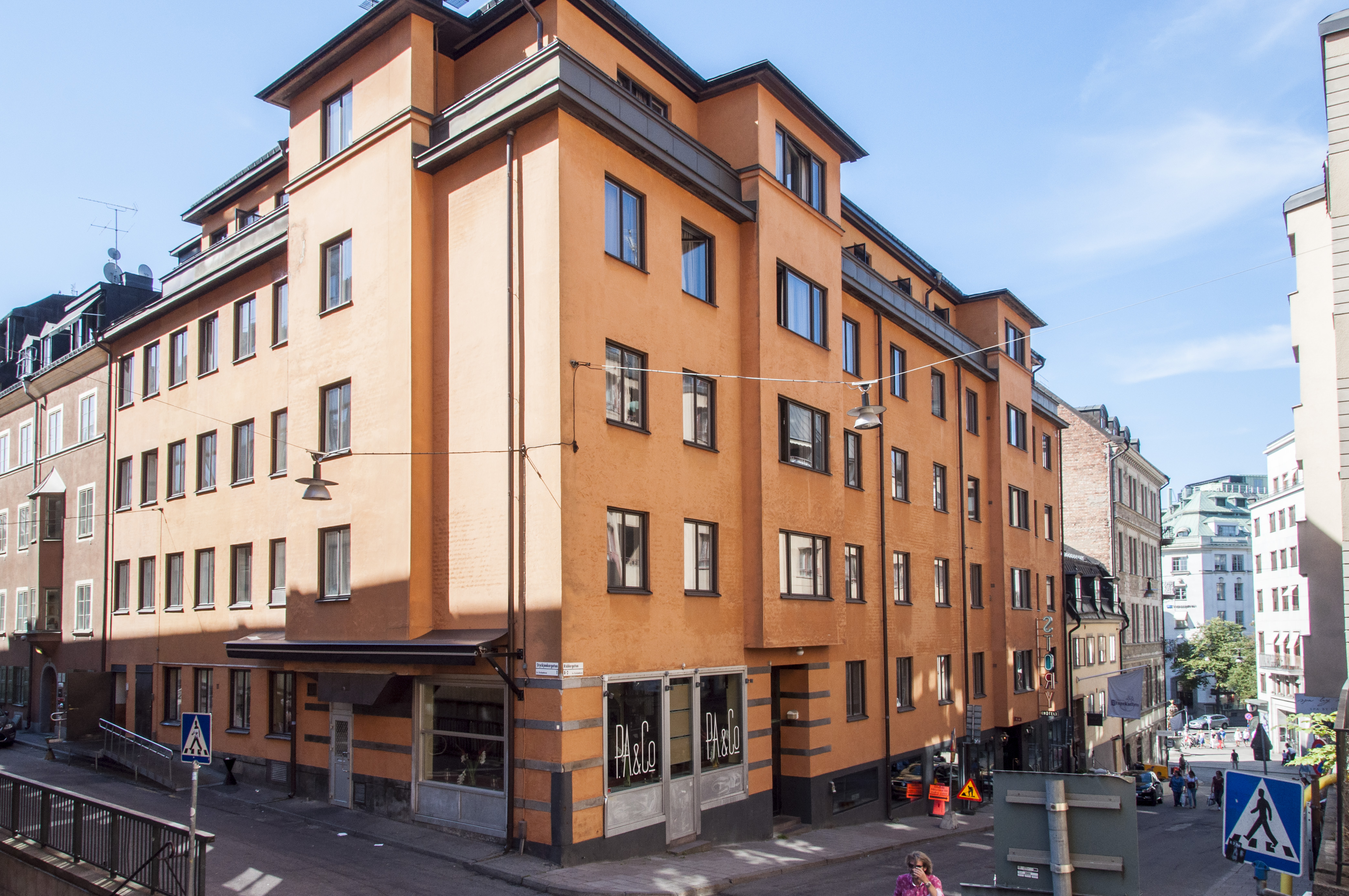
Hörnet Styckjunkaren (t.v.) / Riddargatan.

Styckjunkargatan är en gata på Östermalm i Stockholm. Den numera mycket korta gatan sträcker sig ett 30-tal meter från Riddargatan söderut där den fortsätter som trappa ner till Birger Jarlsgatan och det där belägna parkeringsgaraget.

## Historik

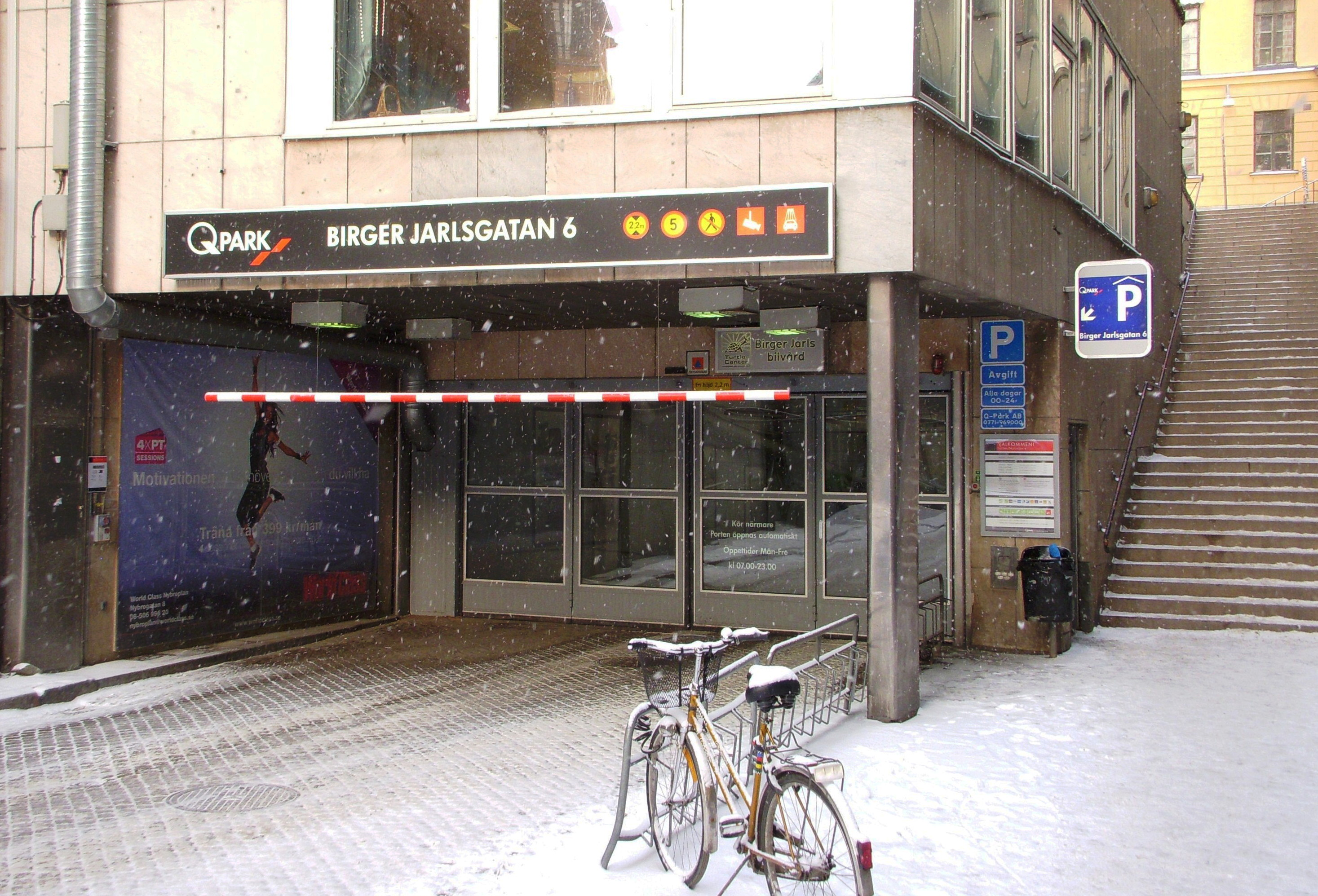
Infart till parkeringsgaraget med trappan upp till Riddargatan, 2012.

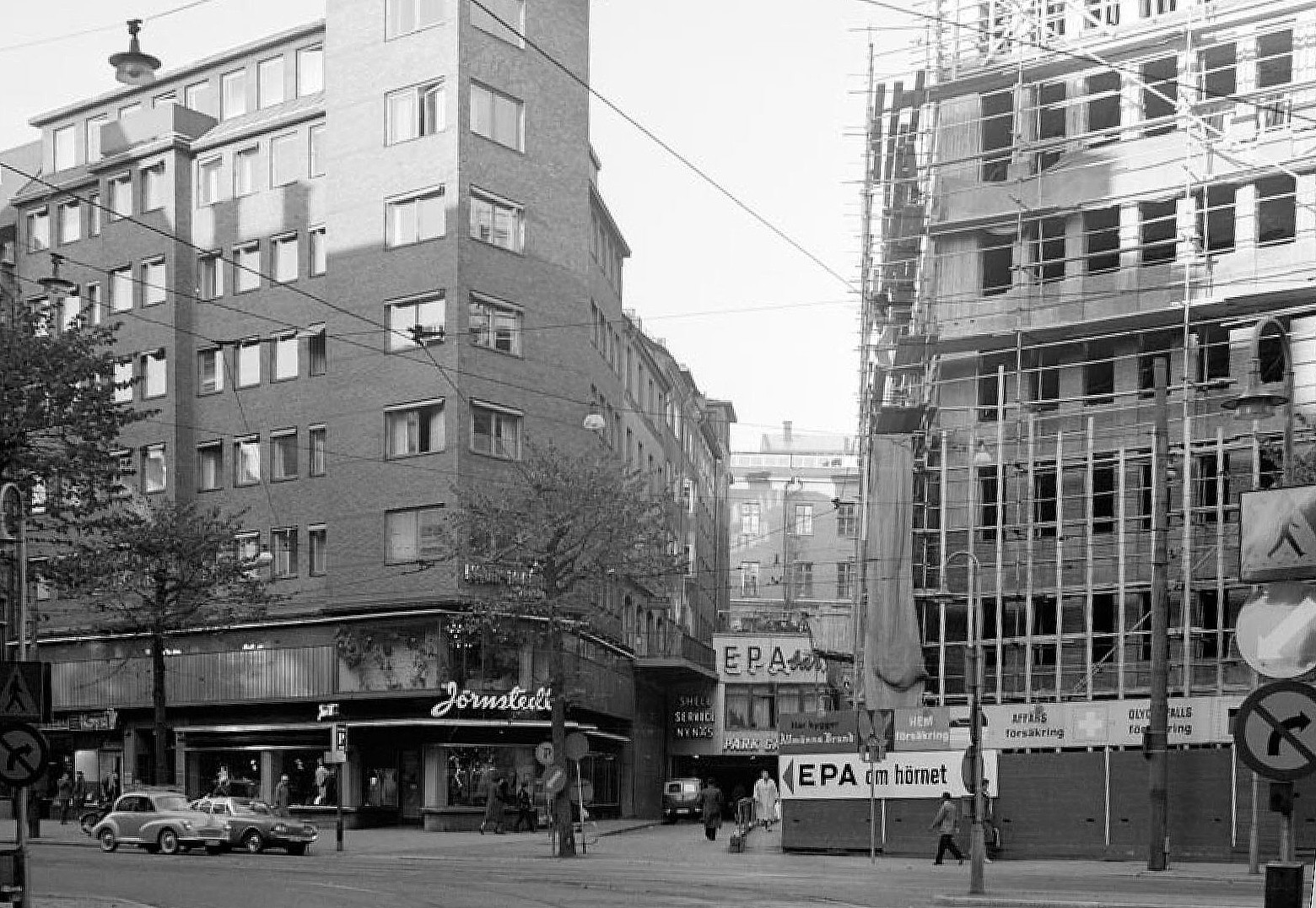
Styckjunkargatans södra del, 1962.

På 1660-talet omnämns gatan som Stigen uppför berget. Med berget avsågs Skravelberget. Här stod Slipan, en av Stockholms väderkvarnar, som var en stolpkvarn från 1600-talet och syns på Petrus Tillaeus karta från 1733. Namnformen "styckjunkare" föreslogs första gången år 1806 då som Styckjunkare Gränden. En styckjunkare var en militär grad och motsvarade fanjunkaren dock vid artilleriet. Namnet anknöt till det vid gatan belägna kvarteret Styckjunkaren och erinrar om den militära verksamheten vid närbelägna Artillerigården. 1820 kallas gatan Styckjunkarebrinken och 1850 Styckjunkaregränd.
Ursprungligen sträckte sig Styckjunkargatan längre västerut där den övergick i Smålandsgatan i höjd med nuvarande Norrmalmstorg. När Birger Jarlsgatan drogs fram här på 1800-talets slut reducerades Styckjunkargatan till att omfatta sträckan mellan Birger Jarlsgatan och Riddargatan. 
Under 1950-talet utsprängdes befolkningsskyddsrummet Skravelberget i berget under Riddargatan och Styckjunkergatans norra del. Idag är anläggningen enbart parkeringsgarage för 140 bilar som drivs av Q-Park under beteckningen “Birger Jarlsgatan 6”. Infarten är från tidigare Styckjunkargatans södra del som numera räknas till Birger Jarlsgatan.

## Byggnader vid gatan (urval)
- Styckjunkaren 10 (före detta 1 och 9) (Riddargatan 6–8), byggår 1931, arkitekt Carl Åkerblad.[1]
- Styckjunkaren 2 (Styckjunkargatan 1), byggår 1917, arkitekt Cyrillus Johansson.[2]
- Styckjunkaren 11 (före detta 5) (Birger Jarlsgatan 6D), byggår 1908, arkitekt Dorph & Höög.[3]
- Skravelberget större 22 (Birger Jarlsgatan 6B och C), byggår 1958, arkitekt Ernst Grönwall, innehöll ett EPA-varuhus.[4]
- Skravelberget större 20 (Birger Jarlsgatan 6), byggår 1963, arkitekt Anders Tengbom.[5]